# Gerrit Horsten
Gerardus Antonius Maria Horsten, detto Gerrit (Tilburg, 16 aprile 1900 – Arnhem, 23 luglio 1961), è stato un calciatore olandese, di ruolo centrocampista.

## Carriera
A livello di club, Gerrit Horsten ha giocato per il Willem e per il Vitesse. Ha giocato anche sei partite con la Nazionale olandese, facendo il suo esordio il 6 giugno 1924 a Parigi contro l'Uruguay, durante le Olimpiadi di Parigi 1924.

## Statistiche

### Cronologia presenze e reti in Nazionale
| Cronologia completa delle presenze e delle reti in nazionale ― Paesi Bassi | Cronologia completa delle presenze e delle reti in nazionale ― Paesi Bassi | Cronologia completa delle presenze e delle reti in nazionale ― Paesi Bassi | Cronologia completa delle presenze e delle reti in nazionale ― Paesi Bassi | Cronologia completa delle presenze e delle reti in nazionale ― Paesi Bassi | Cronologia completa delle presenze e delle reti in nazionale ― Paesi Bassi | Cronologia completa delle presenze e delle reti in nazionale ― Paesi Bassi | Cronologia completa delle presenze e delle reti in nazionale ― Paesi Bassi |
| Data                                                                       | Città                                                                      | In casa                                                                    | Risultato                                                                  | Ospiti                                                                     | Competizione                                                               | Reti                                                                       | Note                                                                       |
| -------------------------------------------------------------------------- | -------------------------------------------------------------------------- | -------------------------------------------------------------------------- | -------------------------------------------------------------------------- | -------------------------------------------------------------------------- | -------------------------------------------------------------------------- | -------------------------------------------------------------------------- | -------------------------------------------------------------------------- |
| 6-6-1924                                                                   | Parigi                                                                     | Paesi Bassi                                                                | 1 – 2                                                                      | Uruguay                                                                    | Olimpiadi 1924                                                             | -                                                                          |                                                                            |
| 8-6-1924                                                                   | Parigi                                                                     | Paesi Bassi                                                                | 1 – 1                                                                      | Svezia                                                                     | Olimpiadi 1924                                                             | -                                                                          |                                                                            |
| 9-6-1924                                                                   | Parigi                                                                     | Paesi Bassi                                                                | 1 – 3                                                                      | Svezia                                                                     | Olimpiadi 1924                                                             | -                                                                          |                                                                            |
| 2-11-1924                                                                  | Amsterdam                                                                  | Paesi Bassi                                                                | 2 – 1                                                                      | Sudafrica                                                                  | Amichevole                                                                 | -                                                                          |                                                                            |
| 15-3-1925                                                                  | Anversa                                                                    | Belgio                                                                     | 0 – 1                                                                      | Paesi Bassi                                                                | Amichevole                                                                 | -                                                                          |                                                                            |
| 2-12-1928                                                                  | Milano                                                                     | Italia                                                                     | 3 – 2                                                                      | Paesi Bassi                                                                | Amichevole                                                                 | -                                                                          |                                                                            |
| Totale                                                                     |                                                                            | Presenze                                                                   | 6                                                                          |                                                                            | Reti                                                                       | 0                                                                          |                                                                            |